# 胡笳
胡笳是一種流傳于亞洲北方遊牧民族之間的樂器，其真實面貌存疑，大致是一種蘆葦管做成的直管吹奏樂器，接近觱篥，甚至有可能是同名的多種樂器。世傳蔡文姬据胡笳聲創作出了樂府詩及古琴曲《胡笳十八拍》。

## 還原
按《中国少数民族传统音乐·蒙古族传统音乐》，胡笳即蒙古樂器冒顿潮尔，此說與蔡文姬《胡笳十八拍》中所說的“胡笳本自出胡中，缘琴翻出音律同”相符。冒顿潮尔是用红松、竹管或阿勒泰地区特有的“扎拉特草”的茎做成的空管，长约60釐米，粗細不定。正面三个音孔，反面偶有一孔，无哨片，以舌尖控制风门。
《中国少数民族传统音乐·哈萨克族传统音乐》中還提及了另一种類似樂器斯布孜额。斯布孜额以苇茎或木頭為材，外纏羊肠以防裂，长约50釐米，直徑1.5厘米，无哨片，有三至五个按孔。在吹奏時喉音与管音同時作用，音域跨两个八度。這種樂器可能也是胡笳遗制。此外图瓦人人的樂器苏吾尔（或苏尔）和斯布孜额很像，可能來源相同。
《白氏六帖事类集》認為胡笳者是张博望從西域傳入的。《太平御览》引 《蔡琰别传》說：“笳者，胡人卷芦叶吹之以作乐也，胡谓曰胡笳”。陈旸《乐书》說胡笳可能和觱篥很像：“觱篥，一名悲篥，一名笳管...竹为管，以芦为首，状类胡笳而九窍”、“胡笳, 似觱篥而无孔, 后世卤簿用之”（亦見《文献通考》）、“哀笳以羊骨为管而无孔, 惟恤礼用之。今鼓吹备而不用, 以觱篥代之。卤薄与熊罴十二案工员尚存焉”。
唐·段安節《樂府雜錄·鼓吹部》：“哀笳，以羊角為管，蘆為頭也。
《清会典·蒙古乐》說胡笳可用於宴樂：“笳吹：用司胡笳、司胡琴、 司筝、司口琴各一人，司章四人。进殿一叩，跪一膝奏曲”，《清史稿》說胡笳是皇太极平察哈尔之後得到，然後列于宴乐的。按《清史稿》的描述：“胡笳木管，三孔，两端施角，末翘而哆，自吹口至末二尺三寸九分六厘”。

## 影響
古琴曲有12首含有“胡笳”二字，即《大胡笳》、《小胡笳》、《小胡笳十九拍》、《胡笳十八拍》、《别胡儿》、《忆胡儿》、《胡笳明君》、《小胡笳鸣》、《大胡笳鸣》、《胡笳五弄》、《胡笳调》、 《胡笳声》。但只有《大胡笳》、《小胡笳》、《胡笳十八拍》 留存至今，而三者之間相似度也較高。

## 参見
- 綽爾